# گاوخونی (فیلم)
گاوخونی فیلمی به کارگردانی و نویسندگی بهروز افخمی و تهیه‌کنندگی علی معلم بر اساس رمان گاوخونی نوشته جعفر مدرس صادقی محصول سال ۱۳۸۱ می‌باشد.

## خلاصه داستان
گاوخونی داستان کابوس‌های جوانی را حکایت می‌کند که خاطرات پدر مرده اش، شهر زادگاهش یعنی اصفهان و رودخانه زاینده رود او را به مرز پریشانی می‌رساند.

## جوایز و جشنواره‌ها
جشنواره‌های فیلم گاوخونی به ترتیب زیر است:

### جشنواره فیلم فجر
| جایزه                         | بخش                     | رده                                     | نامزد           | نتیجه    |
| ----------------------------- | ----------------------- | --------------------------------------- | --------------- | -------- |
| بیست و دومین جشنواره فیلم فجر | بخش مسابقه سینمای ایران | بهترین فیلمبرداری                       | محمد آلادپوش    | نامزدشده |
| بیست و دومین جشنواره فیلم فجر | بخش بین الملل           | بهترین بازیگر نقش مکمل مرد              | عزت‌الله انتظامی | برنده    |
| بیست و دومین جشنواره فیلم فجر | بخش بین الملل           | جایزه ویژه هیئت داوران بهترین کارگردانی | بهروز افخمی     | برنده    |

### جشن حافظ
| جایزه                | رده                      | نامزد           | نتیجه    |
| -------------------- | ------------------------ | --------------- | -------- |
| هشتمین دوره جشن حافظ | بهترین بازیگر مرد سینما  | بهرام رادان     | برنده    |
| هشتمین دوره جشن حافظ | بهترین بازیگر مرد سینما  | عزت‌الله انتظامی | نامزدشده |
| هشتمین دوره جشن حافظ | بهترین بازیگر زن سینما   | بهاره رهنما     | نامزدشده |
| هشتمین دوره جشن حافظ | بهترین فیلمبرداری        | محمد آلادپوش    | برنده    |
| هشتمین دوره جشن حافظ | بهترین موسیقی متن        | کیوان هنرمند    | نامزدشده |
| هشتمین دوره جشن حافظ | بهترین طراحی صحنه و لباس | ناهید طلوع      | نامزدشده |
| هشتمین دوره جشن حافظ | بهترین صدا               | پرویز آبنار     | نامزدشده |

### جشن خانه سینما
- کاندیدا بهترین فیلمبرداری (محمد آلادپوش)

### جشنواره فیلم بویزبین
- جایزه نتپک بهترین فیلم اول (علی معلم)

### حضور در دیگر جشنواره‌ها
- جشنواره بین‌المللی فیلم ونکوور
- جشنواره بین‌المللی فیلم کن
- جشنواره بین‌المللی فیلم بریسبن
- جشنواره بین‌المللی فیلم آسیا پاسیفیک فوکوئوکا